# IC 3515
IC 3515 је спирална галаксија у сазвјежђу Береникина коса која се налази на листи објеката дубоког неба у Индекс каталогу.
Деклинација објекта је + 27° 51' 43" а ректасцензија 12h 34m 16,0s. Привидна величина (магнитуда) објекта IC 3515 износи 15,0 а фотографска магнитуда 15,8. IC 3515 је још познат и под ознакама Reiz 2547, PGC 1819983.